# 白羽祐三
白羽 祐三（しらは ゆうぞう、1925年－2005年）は、日本の法学者・弁護士。専門は民法。学位は、法学博士（中央大学・1983年）（学位論文「現代契約法の理論」）。中央大学名誉教授。静岡県出身。

## 略歴
1948年司法試験合格。1950年中央大学法学部卒業。同法学部助手。1955年同法学部助教授。1962年同法学部教授。1965年ドイツ・アルベルト・ルートヴィヒ大学フライブルクに留学。1968年中央大学法学部長（～1973年）。1968年中央大学大学院法学研究科委員長（～1969年）。1969年中央大学評議員（～1992年）。1972年学校法人中央大学理事（～1973年）。1972年中央大学大学院法学研究科委員長（～1973年）。1984年学校法人中央大学理事（～1987年）。1996年中央大学定年退職。同名誉教授。弁護士登録。国際学院埼玉短期大学健康栄養学科客員教授。2001年国際学院埼玉短期大学退職。
1983年学位論文「現代契約法の理論」で中央大学より法学博士の学位を取得。

## 学説
マルクス主義法学の立場に立つことを明言している。

## 著書
- 『担保物権法』（駿河台出版社 1969年）
- 『担保物権法要論』（駿河台出版社 1977年）
- 山田卓生と共著『担保物権』（有斐閣 1980年）
- 『現代契約法の理論』（中央大学出版部 1982年）
- 山田創一と共著『民法総則講義』（駿河台出版社 1989年初版・2012年第4版）
- 山田創一と共著『物権法講義』（駿河台出版社 2001年初版・2009年第2版）
- 山田創一と共著『債権総論講義』（駿河台出版社 2001年初版・2013年第5版）